# Договори Європейського Союзу
До́говори́ Європе́йського Сою́зу — міжнародні угоди, укладені між державами-членами ЄС. У таких державах встановлені спільні конституційні основи, інституції Європейського Союзу.
Паризький договір — Договір про заснування Європейської спільноти з вугілля та сталі. Взагалі перший договір, що об'єднав кілька країн Європи. Підписаний у Парижі 18 квітня 1951 року, набув чинності 23 липня 1952 року, втратив чинність 23 липня 2002 року.
Два основних фундаментальних документи Договір про функціонування Європейського Союзу (підписаний у Римі в 1958 році як Договір про створення Європейського економічного співтовариства) і Договір про Європейський Союз (підписаний у Маастрихті в 1992 році) та ряд взаємопов'язаних з ними договорів відображають принципи функціонування ЄС. Договори неодноразово змінювалися і коригувалися впродовж 65 років з моменту їх підписання. Повний об'єднаний варіант двох основних договорів регулярно публікується Європейською комісією.
Маастрихтський договір, крім офіційного створення ЄС, також об'єднав Європейські Спільноти, та дві інші підвалини політичної співпраці: спільну зовнішню та безпекову політику і співпрацю у сфері правосуддя та внутрішніх справ. Також договором запроваджувалися посади європейського омбудсмена, європейського інспектора з захисту даних, Комітет регіонів, узгоджувалась процедура спільного ухвалювання рішень, а також розширювалась сфера застосування процедури голосування кваліфікованою більшістю. Ратифікація Договору про ЄС наразилася на значні перешкоди. Зокрема, референдум у Данії 1992 року відкинув її; лише повторний референдум наступного року ратифікував Угоду.

## Зміст договорів
Договір про Європейський Союз (TEU; Маастрихтський договір, діє з 1993 року) і Договір про функціонування Європейського Союзу (TFEU; Римський договір, діє з 1958 року) зміцнювалися шляхом внесення поправок принаймні раз на десять років, з моменту набуття кожним з них чинності, останньою з яких є Лісабонська угода, яка набула чинності в 2009 році.
У Лісабоні Хартія основних прав була включена в проєкт Конституції ЄС, хоча, по суті, вона не була договором. Проблемна ратифікація хартії (вона не була підтримана на референдумах у Нідерландах і Франції) показала невеликі перспективи для подальших реформ у найближчі кілька років окрім стандартних угод, які лише дозволяють приєднувати нові держави.
Також, кожного разу, коли до ЄС приєднується нова країна, у договір вносяться нові корективи щодо приєднання. Додаткові договори також впливають на зміни деяких частин основних договорів. Також існують багато цільових реформаторських поправок.

### Договір про Європейський Союз
Короткий зміст розділів:

### Договір про функціонування Європейського Союзу
В цьому договорі більш глибоко розкриваються подробиці щодо ролі, політики і функціонування Союзу.

### Протоколи, додатки та декларації
Існує 37 протоколів, 2 додатки та 65 декларацій, прикріплених до договорів, розроблених для уточнення деталей. Часто стосуються лише однієї країни.
Протоколи
- 1: про роль національних парламентів у Європейському Союзі
- 2: про принципи субсидіарності і пропорційності
- 3: про статут Суду ЄС
- 4: про статут системи центральних банків і Європейський центральний банк
- 5: про статут Європейського інвестиційного банку
- 6: про розташування установ і деяких органів, служб, агентств і відомств Європейського союзу
- 7: про привілеї та імунітети Європейського Союзу
- 8: пов'язаний зі статтею 6(2) Договору про Європейський Союз про пов'язання Союзу з Європейською Конвенцією про захист прав та основних свобод людини
- 9: про рішення Ради, пов'язані із виконанням статті 16(4) Договору про Європейський Союз та статтею 238(2) Договору про функціонування Європейського Союзу від 1 листопада 2014 року до 31 березня 2017, а також після 1 квітня 2017
- 10: про постійну структуровану співпрацю, встановлену статтею 42 Договору про Європейський Союз
- 11: про статтю 42 Договору про Європейський Союз
- 12: щодо процедур в умовах високого дефіциту (напр. товару)
- 13: про критерії конвергенції (зближення)
- 14: про Єврогруп
- 15: про деякі положення, пов'язані із Великою Британією та Північною Ірландією
- 16: про деякі положення щодо Данії
- 17: про Данію
- 18: про Францію
- 19: про Шенгенську угоду, інтегровану в рамках Європейського Союзу
- 20: про застосування деяких аспектів статті 26 Договору про функціонування Європейського Союзу у Великій Британії та Ірландії
- 21: про позицію Великої Британії та Ірландії щодо свободи простору, безпеки та правосуддя
- 22: про позиції Данії
- 23: про зовнішні відносини держав-членів, пов'язані з перетином кордонів
- 24: про притулок для громадян держав-членів Європейського Союзу
- 25: про здійснення спільного керування
- 26: про послуги загального інтересу
- 27: про внутрішній ринок і конкуренцію
- 28: про економічні, соціальні і територіальні об'єднання
- 29: про систему громадського мовлення в державах-членах
- 30: про застосування Хартії основних прав Європейського Союзу до Польщі і Великої Британії
- 31: щодо імпорту в Європейський Союз нафтопродуктів очищених на Нідерландських Антильських островах
- 32: про придбання майна в Данії
- 33: щодо статті 157 Договору про функціонування Європейського Союзу
- 34: про спеціальні угоди для Гренландії
- 35: про статтю 40.3.3 Конституції Ірландії
- 36: про перехідні положення
- 37: про фінансові наслідки закінчення ЄОВС договору і на фонд досліджень з вугілля та сталі

Додатки
- Додаток I перераховує сільськогосподарські і морські продукти, включені у Спільну сільськогосподарську політику і Загальну рибну політику.
- Додаток II перераховує заморські країни і території, пов'язані з ЄС.

Декларації
Всього декларацій 65. Декларація 1 стверджує, що ЄС діє лише в межах обговорених повноважень, це означає, що будь-яка юридична сила статуту підзвітна Європейській Конвенції, тим самим обмежуючи дії ЄС. Декларація 4 виділяє додаткові дії щодо Італії. Декларація 7 розглядає процедури голосування у Раді, що мають набрати чинності з 2014 року.

### Євратом
(англ. European Atomic Energy Community, EAEC (Euratom))
Договір про встановлення Європейської спільноти з атомної енергії діє як окрема угода, так само, як і два фундаментальних договори про Євросоюз і Хартія основних прав. Євратом сприяє дослідженням та розвитку атомної енергетики, створенню спільного ринку ядерного пального, контролю за ядерними виробництвами та розвиткові атомних технологій у мирних цілях в рамках єдиних стандартів безпеки.
- Перший розділ встановлює цілі спільноти.
- Другий розділ містить основні положення угоди про те, як відбуватиметься співпраця.
- Третій розділ описує положення установ. Більша частина включена до Європейських договорів.
- Четвертий розділ розглядає фінансові питання.
- П'ятий розділ розглядає назву.
- Шостий розділ містить кінцеві положення.[6]

## Ратифікація та поправка договорів
Договори змінюються за декількома способами. Звичайна процедура поправок, традиційний метод, потребує скликання всієї міжнародної конференції. Спрощений метод був впроваджений у Лісабоні (2007), і дозволяє швидше робити зміни до таких законів. що не збільшують силу ЄС. Перехідні положення (фр. Passerelle — місток, перехід) дозволяють зміни законодавства в деяких обставинах.
За звичайної процедури перегляду установа має подати заяву на розгляд до Ради ЄС. Президент Європейської ради може скликати членів Європейського парламенту, представників Європейської комісії, національних парламентерів або скласти проєкт зміни сам, якщо поправка незначна. Потім проєкт розглядається на міжурядовій конференції, для затвердження усіма лідерами країн-учасників і самими країнами. І, хоча ця процедура існувала і до підписання Лісабонської угоди, але її використовували лише двічі: вперше під час створення Хартії основних прав, і вдруге, на Конвенції про майбутнє Європи, де розроблявся Конституційний договір, що пізніше ліг в основу Лісабонської угоди.
Спрощена процедура перегляду, яка стосується тільки частини третьої Договору про функціонування Європейського Союзу і не може збільшити повноваження ЄС, дозволяє, щоб зміни вирішувалися в Європейській раді перш, ніж бути ратифікованими у кожній державі. Поправка до статті 136 TFEU (Договір про функціонування ЄС) використовує спрощену процедуру перегляду за невеликих обсягів змін.
Будь-яка реформа правової основи ЄС має бути ратифікована в кожній державі-члені. Усі держави зобов'язані ратифікувати її і подати ратифікаційні грамоти на зберігання уряду Італії, перш ніж договір набуде чинності в усіх відношеннях. У деяких країнах, таких як Ірландія, зазвичай проводяться народні референдуми за будь-яких змін у Конституції. В інших країнах, таких як Німеччина, референдуми заборонено конституційно і ратифікація відбувається в національному парламенті.
У деяких випадках, референдуми в державі не ухвалювали договору. В Ірландії та Данії був проведений другий референдум і, після низки поступок, договір був ухвалений. Однак у Франції і Нідерландах, договір відхилили на користь такого, який би не потребував референдуму. У Норвегії більшістю був взагалі відхилений договір про вступ в ЄС.
Договори також виносяться на розгляд Європейського парламенту, і хоча його голосування не є обов’язковим, воно є важливим; парламенти Бельгії та Італії заявили, що накладуть вето на Ніццький договір, якщо Європейський парламент його не схвалить.

### Незначні поправки, які не потребують ратифікації
Договори містять перехідні положення, яке дозволяє Європейській Раді одноголосно погодитися змінити застосовну процедуру голосування в Раді міністрів на QMV та змінити процедуру прийняття законодавства зі спеціальної на звичайну законодавчу процедуру, за умови, що жоден національний парламент не заперечує. Цю процедуру не можна використовувати для територій, які мають оборонні наслідки.
Четверта процедура внесення поправок стосується зміни статусу деяких спеціальних територій держав-членів. Статус заморських територій Франції, Нідерландів і Данії можна змінити легше, не вимагаючи повного перегляду договору. Натомість Європейська Рада може за ініціативою відповідної держави-члена змінити статус заморської країни або території (OCT) на найвіддаленіший регіон (OMR) або навпаки. Це положення не поширюється на спеціальні території інших держав-членів.
| Тип рішення Європейської ради   | Встановлено/змінено                  | Місце             | Дата           |
| ------------------------------- | ------------------------------------ | ----------------- | -------------- |
| Зміна статусу території Франції | Виведення Сен-Бартельмі (OMR до OCT) | Брюссель, Бельгія | 29 жовтня 2010 |
| Зміна статусу території Франції | Розширено до Майотти (OCT до OMR)    | Брюссель, Бельгія | 11 липня 2012  |

## Підписані договори
| Підписаний Діє з Документ      | 1948 Брюссельський договір                                         | 1951 1952 Паризький договір                                                       | 1954 1955 Поправки до Брюссельського договору                                     | 1957 1958 Римські договори                                                        | 1965 1967 Договір злиття                        | 1975 Н/Д Висновки Європейської ради             | 1985 Шенгенська угода                         | 1986 1987 Єдиний європейський акт             | 1992 1993 Маастрихтський договір              | 1992 1993 Маастрихтський договір | 1997 1999 Амстердамський договір | 2001 2003 Ніццький договір | 2007 2009 Лісабонська угода | 2007 2009 Лісабонська угода |  |  |  |  |  |  |  |
|                                |                                                                    |                                                                                   |                                                                                   |                                                                                   |                                                 |                                                 |                                               |                                               |                                               |                                  |                                  |                            |                             |                             |  |  |  |  |  |  |  |
| Підвалини Європейського Союзу: |                                                                    |                                                                                   |                                                                                   |                                                                                   |                                                 |                                                 |                                               |                                               |                                               |                                  |                                  |                            |                             |                             |  |  |  |  |  |  |  |
| Європейські спільноти          |                                                                    |                                                                                   |                                                                                   |                                                                                   |                                                 |                                                 |                                               |                                               |                                               |                                  |                                  |                            |                             |                             |  |  |  |  |  |  |  |
|                                | Європейська спільнота з атомної енергії (Євратом)                  |                                                                                   |                                                                                   |                                                                                   |                                                 |                                                 |                                               |                                               |                                               |                                  |                                  |                            |                             |                             |  |  |  |  |  |  |  |
|                                |                                                                    |                                                                                   | Європейська спільнота з вугілля та сталі (ЄСВС)                                   | Європейська спільнота з вугілля та сталі (ЄСВС)                                   | Європейська спільнота з вугілля та сталі (ЄСВС) | Європейська спільнота з вугілля та сталі (ЄСВС) | Термін дії договору минув у 2002 р.           | Термін дії договору минув у 2002 р.           | Термін дії договору минув у 2002 р.           |                                  | Європейський Союз (ЄС)           | Європейський Союз (ЄС)     |                             |                             |  |  |  |  |  |  |  |
|                                |                                                                    |                                                                                   | Європейська економічна спільнота (ЄЕС)                                            |                                                                                   |                                                 |                                                 |                                               |                                               |                                               |                                  | Європейський Союз (ЄС)           | Європейський Союз (ЄС)     |                             |                             |  |  |  |  |  |  |  |
|                                |                                                                    |                                                                                   |                                                                                   | Шенгенська угода                                                                  |                                                 |                                                 | Європейська спільнота (ЄС)                    | Європейська спільнота (ЄС)                    |                                               |                                  | Європейський Союз (ЄС)           | Європейський Союз (ЄС)     |                             |                             |  |  |  |  |  |  |  |
|                                |                                                                    | Співробітництво TREVI (тероризм, радикалізм, екстремізм та міжнародне насильство) | Співробітництво TREVI (тероризм, радикалізм, екстремізм та міжнародне насильство) | Співробітництво TREVI (тероризм, радикалізм, екстремізм та міжнародне насильство) | Правосуддя та внутрішні справи                  |                                                 | Європейська спільнота (ЄС)                    | Європейська спільнота (ЄС)                    |                                               |                                  | Європейський Союз (ЄС)           | Європейський Союз (ЄС)     |                             |                             |  |  |  |  |  |  |  |
|                                | Співробітництво між поліцією та правосуддям у кримінальних справах | Співробітництво TREVI (тероризм, радикалізм, екстремізм та міжнародне насильство) | Співробітництво TREVI (тероризм, радикалізм, екстремізм та міжнародне насильство) | Співробітництво TREVI (тероризм, радикалізм, екстремізм та міжнародне насильство) | Правосуддя та внутрішні справи                  |                                                 |                                               |                                               |                                               |                                  | Європейський Союз (ЄС)           | Європейський Союз (ЄС)     |                             |                             |  |  |  |  |  |  |  |
|                                |                                                                    |                                                                                   |                                                                                   |                                                                                   | Європейська політична співпраця                 | Спільна зовнішня та безпекова політика (СЗБП)   | Спільна зовнішня та безпекова політика (СЗБП) | Спільна зовнішня та безпекова політика (СЗБП) | Спільна зовнішня та безпекова політика (СЗБП) |                                  | Європейський Союз (ЄС)           | Європейський Союз (ЄС)     |                             |                             |  |  |  |  |  |  |  |
| Неконсолідовані органи         | Неконсолідовані органи                                             | Західноєвропейський союз (ЗЄС)                                                    | Західноєвропейський союз (ЗЄС)                                                    | Західноєвропейський союз (ЗЄС)                                                    | Західноєвропейський союз (ЗЄС)                  | Західноєвропейський союз (ЗЄС)                  | Західноєвропейський союз (ЗЄС)                |                                               |                                               |                                  |                                  | Європейський Союз (ЄС)     |                             |                             |  |  |  |  |  |  |  |
| Неконсолідовані органи         | Неконсолідовані органи                                             | Західноєвропейський союз (ЗЄС)                                                    | Західноєвропейський союз (ЗЄС)                                                    | Західноєвропейський союз (ЗЄС)                                                    | Західноєвропейський союз (ЗЄС)                  | Західноєвропейський союз (ЗЄС)                  | Західноєвропейський союз (ЗЄС)                | Припинив існування у 2011 р.                  |                                               |                                  |                                  |                            |                             |                             |  |  |  |  |  |  |  |
|                                |                                                                    |                                                                                   |                                                                                   |                                                                                   |                                                 |                                                 |                                               |                                               |                                               |                                  |                                  |                            |                             |                             |  |  |  |  |  |  |  |

Легенда таблиці:   [Заснування] — [Поправки] — [Членство]
| Договір                                                            | Встановлений/Змінений | Місце підписання                                | Дата підписання                 | Дата набуття чинности | Закінчився    |
| ------------------------------------------------------------------ | --- | ----------------------------------------------- | ------------------------------- | --------------------- | ------------- |
| Європейська спільнота з вугілля та сталі source text               | Європейська спільнота з вугілля та сталі | Париж, Франція                                  | 18 квітня 1951                  | 23 липня 1952         | 23 липня 2002 |
| Європейська економічна спільнотаsource text (Римські договори)     | Європейська економічна спільнота | Рим, Італія                                     | 25 березня 1957                 | 1 січня 1958          | діє           |
| Європейська спільнота з атомної енергії source text                | Європейська спільнота з атомної енергії | Рим, Італія                                     | 25 березня 1957                 | 1 січня 1958          | діє           |
| Конвенція про деякі інституції, спільні з Європейською громадою    | Змінив попередній - Встановив спільну асамблею, суд, економічний і соціальний комітет | Рим, Італія                                     | 25 березня 1957                 | 1 січня 1958          | 1 травня 1999 |
| Зібрання щодо приєднання Антильських островів source text          | Статус заморських країн і територій для Нідерландських Антильських островів | Брюссель, Бельгія                               | 13 листопада 1962               | 1 жовтня 1964         | діє           |
| Брюсельський договір source text                                   | Змінив попередній - Виконавчу владу ECSC і EAEC разом з EEC. | Брюссель, Бельгія                               | 8 квітня 1965                   | 1 липня 1967          | 1 травня 1999 |
| Перший договір про бюджет                                          | Змінив попередній - Частково переніс функції Бюджету ЄС на Європейський парламент | Люксембург, Люксембург                          | 22 квітня 1970                  | 1 січня 1971          | діє           |
| Договір приєднання 1972                                            | Приєднання до ЄС - Данії, Ірландії та Великої Британії | Брюссель, Бельгія                               | 22 січня 1972                   | 1 січня 1973          | діє           |
| Другий договір про бюджет                                          | Змінив попередній - Більшу частину функцій Бюджету ЄС переніс на Європейський парламент. Встановив Європейський суд аудиторів | Брюссель, Бельгія                               | 22 липня 1975                   | 1 червня 1977         | діє           |
| Договір приєднання 1979                                            | Приєднав Грецію | Афіни, Греція                                   | 28 травня 1979                  | 1 січня 1981          | діє           |
| Гренландський договір текст                                        | Вихід Гренландії з ЄС | Брюссель, Бельгія                               | 13 березня 1984                 | 1 січня 1985          | діє           |
| Договір приєднання 1985                                            | Приєднав Іспанію і Португалію | Мадрид, Іспанія Лісабон, Португалія             | 12 червня 1985                  | 1 січня 1986          | діє           |
| Шенгенська угода                                                   | Встановила відкриті кордони | Шенген, Люксембург                              | 14 червня 1985                  | 26 березня 1995       | діє           |
| Єдиний європейський акт source text                                | Змінив попередній - Введено поняття єдиного ринку і Європейську політичну співпрацю | Люксембург, Люксембург Гаага, Нідерланди        | 17 лютого 1986 28 лютого 1986   | 1 липня 1987          | діє           |
| Маастрихтський договір source text (Договір про Європейський Союз) | Європейський Союз Змінив попередній - Встановлена Європейська Спільнота, основи ЄС. Встановлені основи міжурядової спільної зовнішньої і безпекової політики і внутрішніх справ                                                        | Маастрихт, Нідерланди                           | 7 лютого 1992                   | 1 листопада 1993      | діє           |
| Договір про приєднання 1994                                        | Приєднав - Австрію, Фінляндію і Швецію | Керкіра, Греція                                 | 24 червня 1994                  | 1 січня 1995          | діє           |
| Амстердамський договір source text                                 | Змінив попередній - Ввів посаду Верховного представника, передав ЄС функції комітету з внутрішніх справ і задіяв Шенгенську угоду | Амстердам, Нідерланди                           | 2 жовтня 1997                   | 1 травня 1999         | діє           |
| Ніццький договір source text                                       | Змінив попередній - Підготував ЄС до того, щоб впоратися з розширенням | Ніцца, Франція                                  | 26 лютого 2001                  | 1 лютого 2003         | діє           |
| Договір про приєднання 2003                                        | Приєднав - Чехію, Естонію, Кіпр, Латвію, Литву, Угорщину, Мальту, Польщу, Словенію і Словаччину | Афіни, Греція                                   | 16 квітня 2003                  | 1 травня 2004         | діє           |
| Договір про приєднання 2005                                        | Приєднав Болгарію і Румунію | Люксембург, Люксембург                          | 25 квітня 2005                  | 1 січня 2007          | діє           |
| Лісабонський договір source text                                   | Змінив попередній - Створив посаду Голову Європейської Ради, розширив зовнішню політику, скасував опорну систему ЄС, збільшив владу Парламенту і голосування, зробив Хартію основних прав обов'язковою.                                | Лісабон, Португалія                             | 13 грудня 2007                  | 1 грудня 2009         | діє           |
| Протокол про місця в Європейському парламенті                      | Доповнений протокол 36 - Він призначив 18 нових членів до виборів 2014 року, які були б обрані в 2009 році, якби Лісабонський договір був чинним. Жодне місце не було скасовано, тому кількість євродепутатів тимчасово зросла до 754. | Брюссель, Бельгія                               | 23 червня 2010                  | 1 грудня 2011         | діє           |
| Європейський стабілізаційний механізм                              | Змінена стаття 136 ДФЄС - Дозвіл на створення Європейського механізму стабільности. | Брюссель, Бельгія                               | 25 березня 2011                 | 1 травня 2013         | діє           |
| Договір про приєднання 2011                                        | Вступ Хорватії | Брюссель, Бельгія                               | 9 грудня 2011                   | 1 липня 2013          | діє           |
| Ірландський протокол до Лісабонського договору                     | Формалізація ірландських гарантій | Брюссель, Бельгія                               | 16 травня 2012 – 13 червня 2012 | 1 грудня 2014         | діє           |
| Угода про вихід Сполученого Королівства                            | Вихід Сполученого Королівства з Європейського Союзу | Брюссель, Бельгія Лондон, Сполучене Королівство | 24 січня 2020                   | 1 лютого 2020         | діє           |

## Непідписані договори

### Європейська оборонна громада
Після успішного підписання Паризького договору були спроби переозброїти Німеччину у рамкахєвропейської військової структури — Європейського оборонного співтовариства. Договір був підписаний шістьма членами-засновниками 27 травня 1952 і загальна асамблея почала розроблення Договору про європейську політичну спільноту із забезпечення демократичної підзвітності нової армії, але цей договір був залишений, через те, що французька Національна Асамблея відхилила ідею спільного оборонного товариства 30 серпня 1954.

### Приєднання Норвегії
Норвегія намагалася вступити до ЄС (і в Європейські товариства) двічі, і обидва рази на національних референдумах було відхилено ідею членства, через що Норвегія взагалі відмовилася від намірів вступати до ЄС. Перший договір був підписаний у Брюсселі 22 січня 1972, а другий у Керкірі 24 червня 1994.

### ВведенняКонституції для Європи

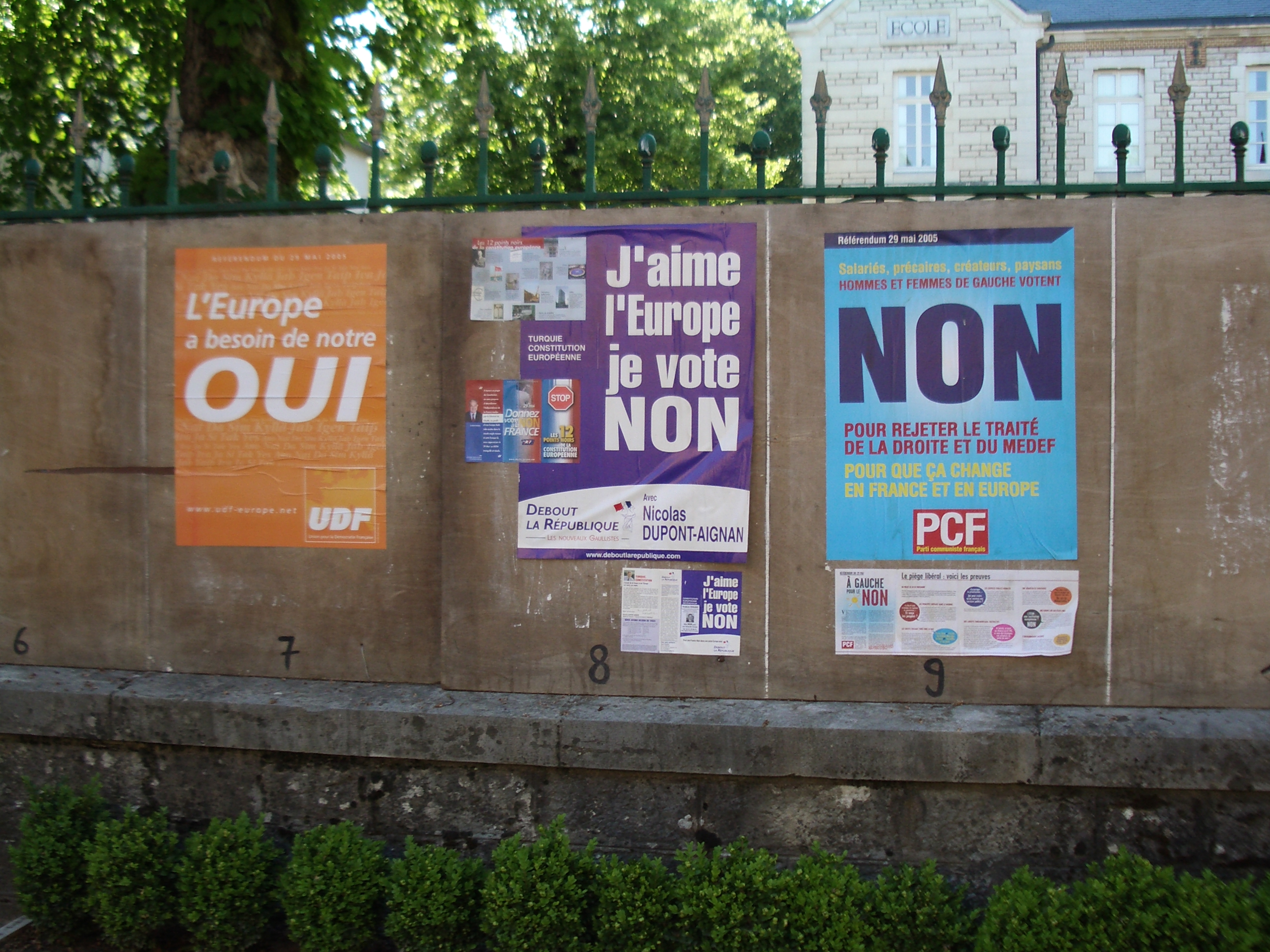
Європейська конституція провалилася через негативні голоси у двох країнах-членах.

Конституція Євросоюзу мала об'єднати усі попередні договори, крім Євратому, в єдиний документ. Вона також змінювала систему голосування, спрощувала саму структуру ЄС і розширювала зовнішню політику співпраці. Договір був підписаний у Римі 29 жовтня 2004 і мав набути чинності 1 листопада 2006 року, якщо буде ратифікований усіма країнами-членами. Проте, цього не сталося: 29 травня 2005 Франція на національному референдумі відхилила договір, а згодом і Нідерланди, на своєму референдумі, 1 червня 2005 року. Після перегляду Конституції, 2007 року в Лісабоні було створено Європейський Союз.

## Супутні договори
Незважаючи на те, що вони формально не є частиною права Європейського Союзу, кілька тісно пов’язаних договорів були підписані за межами ЄС та його попередників між державами-членами, оскільки ЄС не мав повноважень діяти в цій галузі. Після того, як ЄС отримав таку автономію, багато з цих конвенцій були поступово замінені інструментами ЄС.
Після успіху Паризького договору, який заснував Європейське об'єднання вугілля та сталі, було зроблено зусилля, щоб дозволити Західній Німеччині переозброїтися в рамках спільної європейської військової структури. Договір про створення Європейського оборонного співтовариства був підписаний шістьма членами 27 травня 1952 року, але він ніколи не набув чинности, оскільки його не ратифікували Франція та Італія. Загальна асамблея також почала розробляти проєкт договору про Європейську політичну спільноту, щоб забезпечити демократичну підзвітність нової армії, але від нього відмовилися, коли договір Оборонного співтовариства було відхилено.
Серед інших ранніх прикладів можна назвати Статут Європейської школи 1957 року, Неаполітанську конвенцію 1967 року про митну співпрацю, Брюссельську конвенцію 1968 року про юрисдикцію в цивільних справах, Конвенцію про заснування Європейського університетського інституту. 1972 року та Конвенції 1992 року про внесення змін до Конвенції EUI, Угода про боротьбу з тероризмом 1979 року, Римська конвенція 1980 року про договірні зобов'язання, Конвенція про подвійну небезпеку 1987 року, Угода про застосування Ради Європейської конвенції про передачу засуджених осіб 1987 р., Конвенції про скасування легалізації документів 1987 року, Угода про спрощення та модернізацію запитів про екстрадицію 1989 року, Дублінська конвенція 1990 року про притулок, Арбітражна конвенція 1990 року про подвійне оподаткування, Конвенція про аліменти 1990, Конвенція про виконання іноземних кримінальних вироків 1991 року, Угода про євровіньєтку 1994 року і Конвенція, що визначає Статут Європейських шкіл 1994 року. Крім того, конвенція про взаємне визнання компаній і юридичних осіб була підписана в 1968 році, але так і не набула чинности. Подібним чином Конвенція про патенти Спільноти 1975 року  та Угода про патенти Спільноти 1989 року , які внесли зміни до Конвенції 1975 року, ніколи не набули чинности.
Оновлений план реформування ЄВС, виданий у червні 2015 року п’ятьма президентами Ради, Європейською комісією, ЄЦБ, Єврогрупою та Європейським парламентом, окреслив дорожню карту для інтеграції Фіскального договору та угоди про Єдиний фонд врегулювання в рамки права ЄС до червня 2017 року, а також міжурядового Європейського механізму стабільності до 2025 р. Пропозиції Європейської комісії щодо включення сутности Фіскального договору в законодавство ЄС і створення Європейського валютного фонду на заміну ESM були опубліковані в грудні 2017 року. 30 листопада 2020 року міністри фінансів Єврогрупи погодилися внести зміни до договорів про створення ESM та Єдиного фонду врегулювання, які мають бути ратифіковані у 2021 році всіма державами-членами єврозони. Пропозиція щодо реформи була заблокована місяцями через вето італійського уряду. Пропоновані поправки включають:
- Створення ESM як «запобіжного механізму» для Єдиного фонду врегулювання (SRF).
- Реформа управління ESM
- Інструменти попереджувальної фінансової допомоги
- Уточнення та розширення мандату ESM щодо економічного управління;

Розділ 3 Фіскального договору було включено до законодавства ЄС як частину реформ системи економічного управління (Регламент (ЄС) 2024/1263, Директива Ради (ЄС) 2024/1265 і Регламент Ради (ЄС) 2024/1264), які набули чинности станом на 4 квітня 2024 р.
| Ратифіковані договори                                                                     | Ратифіковані договори                   | Ратифіковані договори  | Ратифіковані договори | Ратифіковані договори                          | Ратифіковані договори  | Ратифіковані договори |
| Договір                                                                                   | Встановлений/Змінений                   | Місце                  | Дата підписання       | Учасниці                                       | Дата набрання чинности | Статус                |
| ----------------------------------------------------------------------------------------- | --------------------------------------- | ---------------------- | --------------------- | ---------------------------------------------- | ---------------------- | --------------------- |
| Статут Європейської школи                                                                 | [[European Schools\|Європейські школи]] | Люксембург, Люксембург | 1 вересня 1957        | 13 держав-членів                               | 22 лютого 1960         | Замінено              |
| Неаполітанська конвенція                                                                  | Митна співпраця                         | Рим, Італія            | 7 вересня 1967        | 13 держав-членів                               | 1 лютого 1970          | Замінено              |
| Брюссель Convention (Протокол)                                                            | Підсудність цивільних справ             | Брюссель, Бельгія      | 27 вересня 1968       | 15 держав-членів                               | 1 лютого 1973          | діє                   |
| Конвенція про заснування Європейського університетського інституту                        | Європейський університетський інститут  | Флоренція, Італія      | 19 квітня 1972        | 24 держав-членів Не є стороною: HR, CZ, HU, LT | 1 лютого 1975          | діє                   |
| Римська конвенція                                                                         | Договірні зобов'язання                  | Рим, Італія            | 19 червня 1980        | Усі 27 держав-членів                           | 1 квітня 1991          | діє                   |
| Шенгенська угода                                                                          | Встановлення відкритих кордонів         | Шенген, Люксембург     | 14 червня 1985        | 26 держав-членів Не є стороною: IE             | 26 березня 1995        | діє                   |
| Дублінська конвенція                                                                      | Притулок                                | Дублін, Ірландія       | 15 червня 1990        | 23 держав-членів                               | 1 вересня 1997         | Замінено              |
| Шенгенська конвенція                                                                      | Імплементація Шенгенської угоди         | Шенген, Люксембург     | 19 червня 1990        | 26 держав-членів Не є стороною: IE             | 1 вересня 1993         | діє                   |
| Арбітражна конвенція                                                                      | Усунення подвійного оподаткування       | Брюссель, Бельгія      | 23 липня 1990         | Усі 27 держав-членів                           | 1 січня 1995           | діє                   |
| Конвенція про перегляд Конвенції про заснування Європейського університетського інституту | Європейський університетський інститут  | Флоренція, Італія      | 17 вересня 1992       | 24 держав-членів Не є стороною: HR, CZ, HU, LT | 1 травня 2007          | діє                   |
| Угода про євровіньєтку                                                                    | Віньєтка                                | Брюссель, Бельгія      | 9 лютого 1994         | 4 держав-членів                                | 1 січня 1996           | діє                   |
| Конвенція про європейські школи                                                           | Європейські школи                       | Люксембург, Люксембург | 21 червня 1994        | Усі 27 держав-членів                           | 1 жовтня 2002          | діє                   |
| Конвенція про Європол                                                                     | Європол                                 | Брюссель, Бельгія      | 26 липня 1995         | Усі 27 держав-членів                           | 1 жовтня 1998          | Замінено              |
| Конвенція про захист фінансових інтересів ЄС                                              | Шахрайство                              | Брюссель, Бельгія      | 26 липня 1995         | Усі 27 держав-членів                           | 17 жовтня 2002         | Замінено              |
| Конвенція про митну інформаційну систему                                                  | Митна співпраця                         | Брюссель, Бельгія      | 26 липня 1995         | Усі 27 держав-членів                           | 25 грудня 2005         | Замінено              |
| Конвенція про екстрадицію                                                                 | Екстрадиція                             | Дублін, Ірландія       | 27 вересня 1996       | 21 держав-членів                               | 5 листопада 2019       | Замінено              |
| Конвенція про боротьбу з корупцією                                                        | Корупція                                | Брюссель, Бельгія      | 26 травня 1997        | 26 держав-членів Не є стороною: MT             | 28 вересня 2005        | діє                   |
| Неаполітанська конвенція II                                                               | Митна співпраця                         | Брюссель, Бельгія      | 18 грудня 1997        | Усі 27 держав-членів                           | 23 червня 2009         | діє                   |
| Конвенція про взаємну допомогу у кримінальних справах                                     | Співпраця у кримінальних справах        | Брюссель, Бельгія      | 29 травня 2000        | 26 держав-членів Не є стороною: HR, GR         | 23 серпня 2005         | діє                   |
| Договір про EUCARIS                                                                       | EUCARIS                                 | Люксембург, Люксембург | 26 червня 2000        | 9 держав-членів                                | 1 травня 2009          | діє                   |
| EU SOFA                                                                                   | Угода про статус збройних сил           | Брюссель, Бельгія      | 17 листопада 2003     | Усі 27 держав-членів                           | 1 квітня 2019          | діє                   |
| Страсбурзький договір                                                                     | Єврокорпус                              | Брюссель, Бельгія      | 22 листопада 2004     | 5 держав-членів                                | 26 лютого 2009         | діє                   |
| Прюмська конвенція source text                                                            | Тероризм                                | Прюм, Німеччина        | 27 травня 2005        | 14 держав-членів                               | 1 листопада 2006       | діє                   |
| Велсенський договір                                                                       | Європейські сили жандармерії            | Велзен, Нідерланди     | 18 жовтня 2007        | 7 держав-членів                                | 1 червня 2012          | діє                   |
| Хартія основних прав Європейського Союзу source text                                      | Права людини                            | Страсбург, Франція     | 12 грудня 2007        | 26 держав-членів Не є стороною: PL             | 1 грудня 2009          | діє                   |
| Конвенція про централізоване митне оформлення                                             | Митниця                                 | Брюссель, Бельгія      | 10 березня 2009       | Усі 27 держав-членів                           | 16 січня 2019          | діє                   |
| Договір про охорону секретної інформації                                                  | Державна таємниця                       | Брюссель, Бельгія      | 25 травня 2011        | Усі 27 держав-членів                           | 1 грудня 2015          | діє                   |
| Договір про створення Європейського стабілізаційного механізму source text (Поправка)     | Європейський стабілізаційний механізм   | Брюссель, Бельгія      | 2 лютого 2012         | Усі 20 членів єврозони                         | 27 вересня 2012        | діє                   |
| Європейський фіскальний пакт source text                                                  | Фіскальні правила в єврозоні            | Брюссель, Бельгія      | 2 березня 2012        | Усі 27 держав-членів                           | 1 січня 2013           | діє                   |
| Угода про єдиний механізм вирішення (Поправка)                                            | Єдина рада щодо врегулювання            | Брюссель, Бельгія      | 21 травня 2014        | 24 держав-членів (усі 20 держав єврозони)      | 1 січня 2016           | діє                   |
| Угода про припинення дії двосторонніх інвестиційних договорів                             | Двосторонній інвестиційний договір      | Брюссель, Бельгія      | 5 травня 2020         | 23 держав-членів Не є стороною: AT, FI, IE, SE | 29 серпня 2020         | діє                   |
| Угода про єдиний патентний суд source text (Протоколи)                                    | Єдиний патентний суд                    | Брюссель, Бельгія      | 19 лютого 2013        | 18 / 25Підписантів                             | 1 червня 2023          | діє                   |